# 毒龙潭
《毒龙潭》（英語：Dragon Swamp）是1969年上映的一部香港電影，由罗维执导兼编剧，岳华等人出演。该电影主要讲述一个女子在寻找被盗宝剑的时候，意外遇到了自己的家人的故事。

## 劇情簡介
有一个女武术家在寻找门派被盗的武器的时候，意外的遇到了和自己失散已久的自己的父母和自己的哥哥。
而之所会这样，是因为有一对儿夫妇，由于丈夫贪恋力量，于是抛弃妻子和孩子，而在这之后，这位丈夫带走了他的儿子，也就是这个寻找被盗宝剑的女武术家的哥哥。而后这位女武术家被这对儿夫妇的母亲收养，并被送到師公門下。
随后，女武术家的父亲最后是死在了武林的围攻下，不过在他临死前，他救下了中毒的妻子，而其儿子因为受到了父亲的蛊惑而做了很多的坏事，所以他被武林人士惩罚，并让他一个人到毒龙潭思过。

## 演员
- 郑佩佩
- 岳华
- 罗烈
- 樊梅生
- 谷峰
- 吴明才
- 曾楚霖
- 何柏光
- 赵雄
- 黄青云
- 徐庆春
- 岑潜波
- 郝履仁
- 韩英杰
- 潘爱伦
- 董力
- 黄宗迅
- 赵心妍
- 郑康业

## 備註
1. ↑  蔡國榮. . 1985年.
2. ↑  汪流. . 2001年.
3. ↑  祝春亭. . 2008年.
4. ↑  . 2004年.
5. ↑  廖金鳳. . 2003年.

## 相關連結
- 互联网电影数据库（IMDb）上《毒龙潭》的资料（英文）
- 豆瓣电影上《毒龙潭》的資料 （简体中文）
- 香港影庫上《毒龙潭》的資料（繁體中文）
- 爛番茄上《毒龙潭》的資料（英文）